# Gustaf Mannerheim
Carl Gustaf Emil Mannerheim ([kɑːɭ ˈɡɵ̂sːtav ˈěːmɪl ˈmânːɛrˌhɛjm]), född 4 juni 1867 på Villnäs slott i Egentliga Finland, död 27 januari 1951 i Lausanne i Schweiz, var en finlandssvensk friherre, militärofficer och statsman, Finlands statschef i två omgångar, som riksföreståndare 1918–1919 och som president 1944–1946, och Finlands överbefälhavare i samtliga krig fram till 1945.
Mannerheim är den ende som innehaft titeln marskalk av Finland. Han är främst känd för sin ledande roll under vinterkriget och fortsättningskriget som Kommendören för försvarsmakten 1939–1945 och Finland sjätte president 1944–1946. Han hade därtill ett avgörande inflytande på genomförandet av Finlands självständighet, finska inbördeskriget, dess politiska orientering mot övriga Norden och stadfästandet av Finlands regeringsform från 1919 som det självständiga Finlands andre riksföreståndare (1918–1919) och befälhavare av den vita armén 1918–1919. 53 år efter sin död röstades han fram som den främste finländaren genom tiderna.
Före 1917 var det som då kallades Storfurstendömet Finland en autonom del av det ryska imperiet, och Mannerheim gjorde karriär i den kejserliga ryska armén. Han hade en framträdande plats vid ceremonierna för kejsar Nikolaus II:s kröning 1896 och hade senare flera privata möten med kejsaren. Han tjänstgjorde i det rysk-japanska kriget och även på östfronten under första världskriget. 1917 utnämndes han till generallöjtnant. Samma år ledde han en kavalleridivision. 
Efter den bolsjevikiska revolutionen i november 1917 i Ryssland förklarade Finland sin självständighet den 6 december samma år – men blev snart indraget i finska inbördeskriget 1918, mellan de probolsjevikiska ”röda” och de ”vita”, som de trupper som leddes av Finlands senat, understödda av trupper från tyska riket kallades.
En finsk delegation utsåg Mannerheim till militär chef för de vita i januari 1918, och han ledde dem till seger och höll en triumfartad segerparad i Helsingfors i maj. Efter att ha tillbringat en tid utomlands bjöds han tillbaka till Finland för att tjänstgöra som landets andre regent, eller statschef, från december 1918 till juli 1919. Trots att han var monarkist ratificerade han formellt Finlands republikanska grundlag. Han ställde sedan upp mot Kaarlo Juho Ståhlberg i det första finska presidentvalet 1919, men förlorade och lämnade politiken. Mannerheim var med och grundade Mannerheims förbund för barnskydd 1920 och ledde Finlands Röda Kors från 1922 till sin död. Han fick åter en central roll i den nationella försvarspolitiken när president Svinhufvud 1931 utsåg honom till ordförande för Finlands försvarsråd, med uppgift att förbereda ett eventuellt krig mot Sovjetunionen. Man kom också överens om att han tillfälligt skulle ta över rollen som överbefälhavare för landets väpnade styrkor från presidenten om det skulle bli krig.
Sedan Sovjetunionen hade invaderat Finland i november 1939, i det som blev vinterkriget, ersatte Mannerheim president Kyösti Kallio som överbefälhavare, och innehade posten även under fortsättningskriget som utbröt året efter vinterkrigets slut. Han blev en enande symbol för krigsansträngningen och en del av landets ledning. Han deltog personligen i planeringen av Operation Barbarossa och ledde de finska försvarsstyrkorna i en invasion av Sovjetunionen parallellt med Nazityskland. Det blev känt som fortsättningskriget (1941–1944). 1944, när utsikterna för att Nazityskland skulle lida nederlag i andra världskriget sågs som uppenbara, avgick president Risto Ryti sedan ett vapenstillestånd med Sovjetunionen hade säkrats och därefter utsågs Mannerheim av riksdagen till Finlands president. Han övervakade fredsförhandlingarna med Sovjetunionen och Storbritannien. 
På grund av dålig hälsa avgick Mannerheim från presidentposten 1946 och tillbringade en stor del av sitt återstående liv på ett sanatorium i Schweiz, där han skrev sina memoarer. Mannerheim dog den 27 januari 1951 på Lausannes universitetssjukhus i Lausanne, Schweiz. Han begravdes 4 februari 1951 på Sandudds begravningsplats i Helsingfors med statsbegravning med fulla militära hedersbetygelser.

## Bakgrund

### Barndom och uppväxt

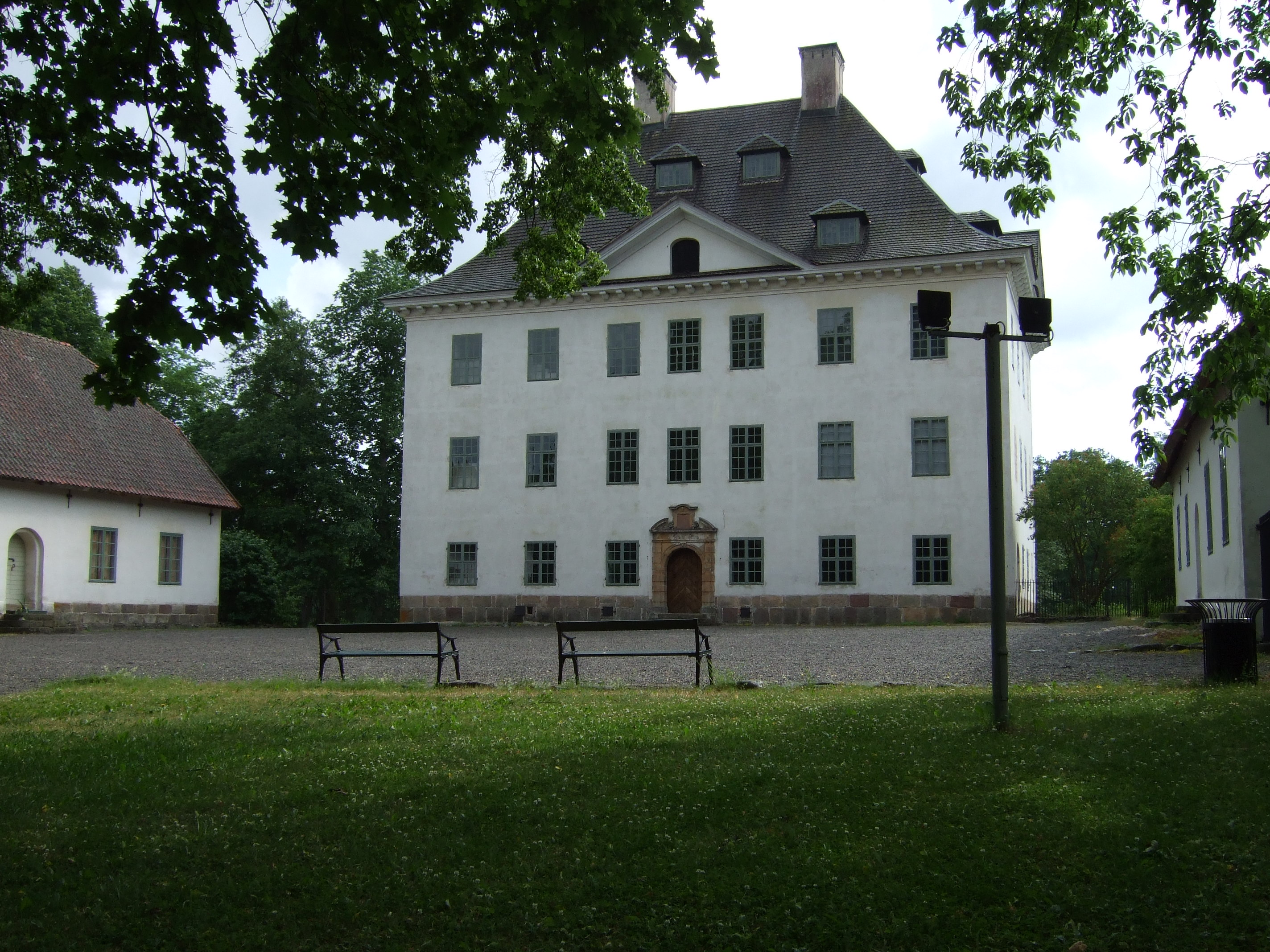
Mannerheims födelseställe, Villnäs slott.

Gustaf Mannerheims föddes som son till greve Carl Robert Mannerheim och grevinnan Hedvig Charlotta Helena, född von Julin, på släktherrgården Villnäs slott i Masku. Som den tredje sonen fick han titeln friherre (grevetiteln ärvs genom primogenitur, övriga släktmedlemmar tillhör den friherrliga ätten). Fadern lämnade familjen 1880 med en älskarinna och for till Paris. Modern dog nedbruten av de lidanden denna händelse medfört året därpå när Mannerheim var 14 år. Huvudorsaken till att fadern lämnat landet var de stora spelskulder han ådragit sig. Mannerheim stod nu i praktiken som föräldralös och han placerades tillsammans med syskonen ut bland släktingar i Sverige och Finland för omvårdnad. Hans uppfostran togs om hand av morbrodern Albert von Julin. Mannerheim hade bekymmer med sin skolgång och ålades vid upprepade tillfällen olika former av disciplinstraff.

### Utbildning
Morbrodern, som ville få ordning och reda på den unge Mannerheim, skickade honom därför som 15-åring till Fredrikshamn för att studera på Finska kadettkårens skola, men där blev han relegerad på grund brott mot disciplinen. Efter att ha studerat ryska i Charkov och avlagt studentexamen kom Mannerheim som 20-åring in på Nikolajevska kavalleriskolan i Sankt Petersburg 1887. Han blev kornett 1889 och posterades i Polen vid 15:e Alexandriski-dragonregementet i Kalisz. Han skrev om detta i sina "Minnen" (1951):
| ”                                  | Regementet, vars hästar voro svarta, kallades fortfarande "dödshusarerna", ett minne från den tid det varit ett husarregemente, och uniformen bestod av svart dolma med silversnodder och silvergaloner. Detta tilltalade mitt ungdomliga sinne, och jag hade ingenting emot att bli stationerad i Polen, dit jag senare med glädje återvände. Ju mer jag lärde känna polackerna, desto bättre förstod jag dem och trivdes bland dem. | „ |
| – Gustaf Mannerheim, Minnen (1951) | |   |

#### Språkkunskaper
Mannerheims modersmål var svenska, och han talade och skrev mycket god franska, samt flytande ryska, tyska och engelska. Finska kunde han sämre, och på grund av långa utlandsvistelser lärde han sig aldrig ett bra uttal.

## I rysk tjänst
I januari 1891 blev Mannerheim flyttad till Chevaliergardet i Sankt Petersburg. Hans familj anordnade ett giftermål med Anastasie Arapova, dottern till ryske generalmajoren Nikolaj Arapov. Giftermålet föranleddes mest av ekonomiska orsaker. Paret fick två döttrar, men makarna separerade 1902 och skildes 1919.
Mannerheim deltog som officer i det rysk-japanska kriget 1904–1905, där han befordrades till överste. Efter kriget tillbringade han en tid i Finland och Sverige 1905–1906. Han ledde en geografisk och militär expedition från Tasjkent till Kashgar från juli till oktober 1906, tillsammans med den franske sinologen Paul Pelliot. Kort därefter ledde Mannerheim en separat expedition, fram till hösten 1908, under vilken han mötte bland andra Dalai lama. Efter resan blev han befälhavare över 13. Vladimir Ulanregementet i Novominsk (Mińsk Mazowiecki) i närheten av Warszawa. Följande år blev han befordrad till generalmajor och posterades i Warszawa.
Mannerheim deltog i första världskriget som kommendör för den ryska avdelta Gardeskavalleribrigaden i Warszawa. Han erhöll Rysslands mest eftertraktade tapperhetsmedalj, Sankt Georgsorden, på hösten 1914. År 1915 blev han kommendör för 12. kavalleridivisionen. År 1917 befordrades han till generallöjtnant och blev kommendör för 6:e kavallerikåren.

## Finska inbördeskriget och mellankrigstiden
Under oktoberrevolutionen, i december 1917, sökte sig Mannerheim tillbaka till Finland. Väl hemkommen blev han medlem av militärkommittén som hade bildats för att få till stånd en finländsk militärmakt. I januari 1918 blev läget alltmer kritiskt och de röda gardena samarbetade öppet med de ryska trupperna. Mannerheim föreslog för kommittén att de snarast skulle resa upp till den österbottniska kuststaden Vasa som han bedömde som den mest lämpliga utgångspunkten för att skapa en armé. Den 13 januari 1918 hade Mannerheim valts till ordförande för militärkommittén. Valet godkändes av senaten som även utsåg Mannerheim till den blivande arméns överbefälhavare och gav honom fullmakter att återställa ordningen i Finland. Armén skulle skapas i första hand med skyddskårerna som grund. Han reste med tåg till Vasa och fick kontakt med skyddskårerna i mellersta Österbotten.
Den 27 januari 1918 gav Mannerheim order att övermanna och avväpna de ryska garnisonerna i Vasa, Lappo och Seinäjoki. Samma dag tände rödgardisterna i tornet till Folkets hus i Helsingfors en röd lykta som tecken på att revolutionen mot den borgerliga regeringen hade börjat. Bägge åtgärderna gjordes ovetande om den andra. Den ryska soldatesken ställde sig på de rödas sida och så kom kriget att bli både ett inbördeskrig och ett självständighetskrig för att nå självständighet från ryskt inflytande. Mannerheim förde det blodiga kriget till ett segerrikt slut som befäste och säkrade Finlands självständighet. I krigets slutskede befordrades Mannerheim till general av kavalleriet.
Mot Mannerheims vilja och bakom hans rygg hade senaten emellertid bett om tysk hjälp i kriget, vilket också gavs. När kriget hade avslutats i Finland med segerparad i Helsingfors den 16 maj avtackades Mannerheim. Senaten hade under tiden gått in för att landets armé skulle organiseras enligt tyskt mönster som då ansågs vara världens mest effektiva militära organisationsmönster. Även den finländske överbefälhavaren skulle ställas under tyskt befäl. Mannerheim kunde inte godta situationen utan avgick från posten som överbefälhavare och reste som privatman till Stockholm. I Stockholm tog han kontakt med Frankrikes och Storbritanniens ambassadörer för att informera om situationen i Finland och förmå deras länder att erkänna Finlands självständighet. Under tiden valdes Pehr Evind Svinhufvud till Finlands riksföreståndare i enlighet med 1772 års regeringsform samt Förenings- och säkerhetsakten som bägge hade skapats under Gustaf III:s tid vid makten.
Riksföreståndaren Svinhufvud gav i september 1918 Mannerheim uppdrag att resa till Frankrike och Storbritannien för att utverka bistånd för den ansträngda livsmedelsförsörjningen i Finland. Mannerheim hade ett vittförgrenat kontaktnät i dessa länder och kunde i stort sett förverkliga sitt uppdrag. Vid Tysklands sammanbrott efter första världskriget stod det klart att den finländska tyskvänliga politiken som förts hade kört på grund och ett ombyte av politiska ledare måste ske för att landets politik skulle betraktas trovärdig av ententen. Mannerheim sågs som den enda möjliga personen som kunde lotsa Finland vidare och utsågs den 12 december 1918 av lantdagen till ny riksföreståndare efter Svinhufvud, som lämnade posten.
Mannerheim verkade som riksföreståndare i dryga sju månader och under hans tid skapades den nya republikanska författningen. Mannerheim stadfäste författningen den 17 juli 1919. Under sin tid som riksföreståndare gjorde Mannerheim statsbesök i såväl Sverige som Danmark för att befästa Finlands orientering mot Norden. I presidentvalet 1919 valdes K.J. Ståhlberg till landets första president. Han besegrade Mannerheim med den borgerliga vänsterns och socialdemokraternas röster. Speciellt socialdemokraterna ville under inga omständigheter godkänna Mannerheim som riksföreståndare. Åter en gång avgick Mannerheim och lämnade den politiska scenen och blev privatman.

### Mordförsöket 1920
Efter inbördeskrigets slut var nederlaget så bittert för Röda gardet att Mannerheim blev ett mål för att bli mördad. En av de blivande lönnmördarna var Eino Rahja, som var ansvarig för Saint Petersburg International School of Red Officers, som började planera ett mordprojekt genom att samla åtta grupper av finska rödgardister i Sankt Petersburg för detta ändamål. Attentatet skulle genomföras i april 1920 under det vita gardets parad på Tavastgatan i Tammerfors, där general Mannerheim deltog.
Gruppens män samlades den 3 april vid Parkcaféet på Tavastegatan och i detta skede utsågs Karl Salo, som tillhörde gruppen, till skytt och gav honom en Colt-pistol. Mordförsöket misslyckades dock på grund av Salos tvekan, och under folkmassan förlorade Salos kompanjoner Aleksander Weckman och Aleksanteri Suokas, utrustade med Walther- och Colt-pistoler, Mannerheim ur sikte, och hann aldrig skjuta honom.
Den 6 april fick Weckman, som ledde insatsen, tag i Salo och gav honom en vecka på sig att döda antingen Mannerheim eller krigsministern och Nylands landshövding, Bruno Jalander, annars skulle han dö själv. Även detta försök misslyckades, eftersom Mannerheim och Jalander inte kom till Helsingfors Naturskyddsparti-firande efter att myndigheterna fått ett tips. Salo lämnade tillbaka sin pistol och flydde efteråt. Weckman och Suokas försökte fly till Sovjetunionen med sina två kompanjoner men greps på tåget Helsingfors-Viborg natten till den 21 april. Salo greps i Esbo den 23 april.

### Officiella uppdrag
Under sin tid utan officiella uppdrag grundade Mannerheim 1920 Mannerheims barnskyddsförbund och blev vald till det finländska Röda Korsets ordförande. Han gick med intresse och iver in för sina civila uppgifter och gjorde ett flertal resor utomlands, bl.a. till Indien. Svinhufvud hade valts till president 1931 vilket möjliggjorde Mannerheims återinträde i en offentlig roll, nu som försvarsrådets ordförande. 1933 befordrades Mannerheim till fältmarskalk.
Under Mannerheims ledning påtalade försvarsrådet för regeringen brister i framför allt försvarsmaktens utrustning. Ett flertal promemorior skrevs men dessa ledde inte till större åtgärder. Man hänvisade gång på gång till bristande ekonomiska resurser.
Förhandlingarna med Sovjetunionen hösten 1939 gällde överlåtelse av finländskt territorium, främst på Karelska näset och några öar i Finska viken, mot kompensation i form av mångdubbelt större områden i gränsområdet till nordöstra Finland. Mannerheim förordade ett tillmötesgående i gränsfrågorna, men när regeringen inte delade hans ståndpunkt, begärde han avsked.

## Andra världskriget
Sovjetunionen anföll Finland den 30 november 1939 och det som kom att kallas Finska vinterkriget inleddes. Mannerheim återtog då sin avskedsansökan och blev av president Kallio utnämnd till överbefälhavare för Finlands krigsmakt 1939.
Samma dag som Mannerheim utsågs till Finlands överbefälhavare utfärdade han följande dagorder:
| ”                                       | Finlands tappra soldater! Jag går till denna uppgift i en stund då vår arvfiende än en gång överfaller vårt land. Förtroendet till sin chef är första villkoret till framgång. Ni känner mig och jag känner eder och vet att envar i ledet är färdig att fylla sin plikt ända in i döden. Detta krig är ej annat än frihetskrigets fortsättning och sista akt. Vi ska kämpa för våra hem, vår tro och vårt Fosterland. | „ |
| – Mannerheim vid vinterkrigets utbrott. | |   |

Han förärades på sin 75-årsdag hederstiteln marskalk av Finland 4 juni 1942 av Finlands regering, med följande motivering:
| ” | Era strålande militära bedrifter placerar Er på en hedersplats i vår historia som vår störste soldat. | „ |

### Besök av Adolf Hitler

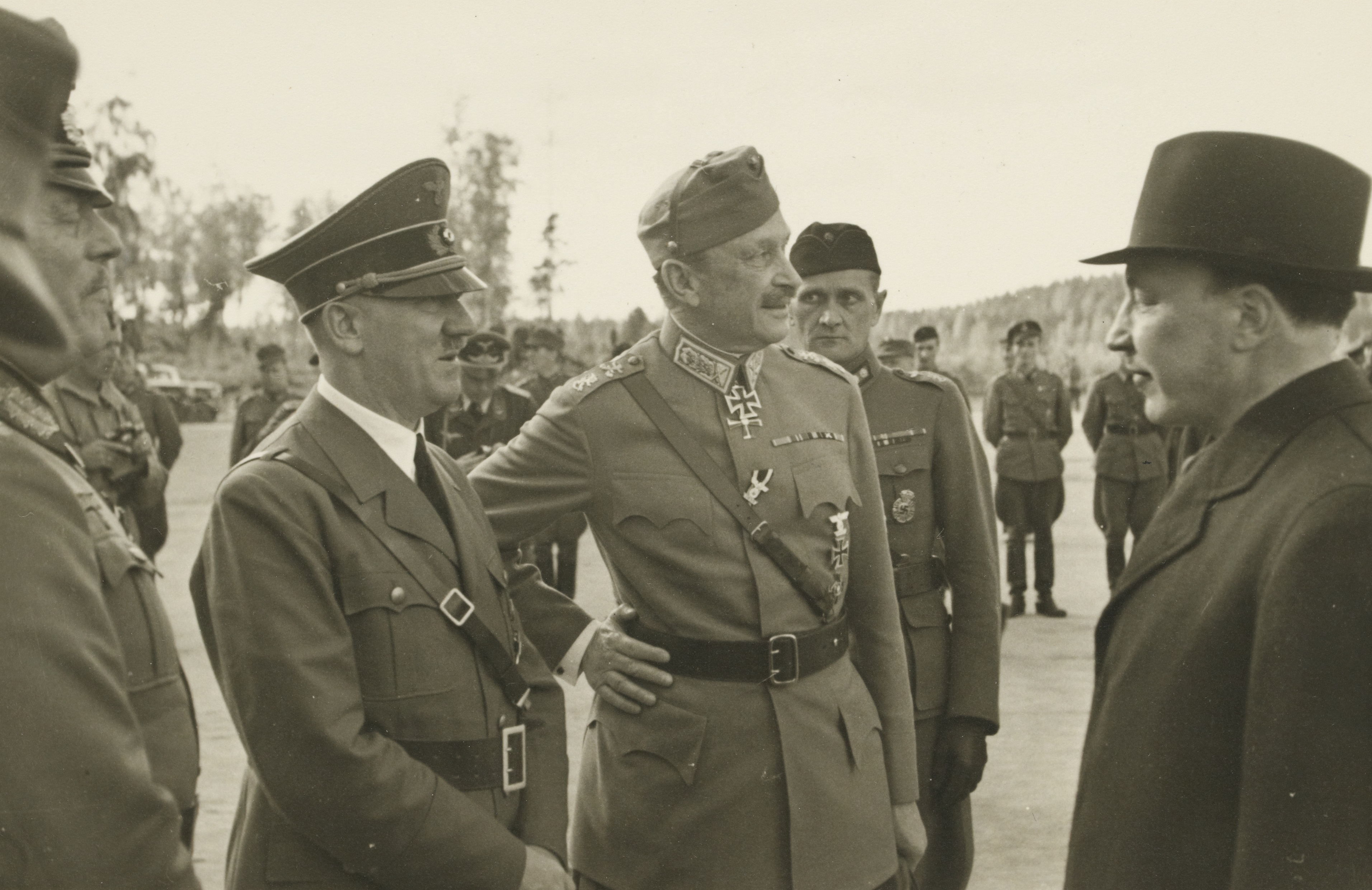
Diskussion med Hitler, fältmarskalk Mannerheim och president Ryti vid besöket på Mannerheims 75-årsdag.

Mannerheims 75-årsdag, den 4 juni 1942, var en nationell högtid. Regeringen gav honom den unika titeln marskalk av Finland (finska: Suomen Marsalkka). Än så länge är han den enda personen som fått titeln. Ett överraskande födelsedagsbesök av Hitler inträffade på dagen då han ville besöka de "modiga finnarna (die tapferen Finnen)" och deras ledare Mannerheim.
Under besöket lyckades en ingenjör på det finska radioföretaget Yleisradio, Thor Damen, spela in de första elva minuterna av Hitlers och Mannerheims privata samtal. Detta måste göras i hemlighet, eftersom Hitler aldrig tillät inspelningar som inte var bevakade. Damen fick i uppdrag att spela in de officiella födelsedagstalen och Mannerheims svar och placerade därför mikrofoner i några av järnvägsvagnarna. Mannerheim och hans gäster valde dock att gå till en bil som inte hade mikrofon i sig. Damen agerade snabbt och tryckte in en mikrofon genom ett av bilfönstren på en näthylla precis ovanför där Hitler och Mannerheim satt. Efter elva minuter av Hitlers och Mannerheims privata samtal upptäckte Hitlers SS-livvakter sladdarna som kom ut genom fönstret och insåg att den finske ingenjören spelade in samtalet. De gjorde en gest åt honom att omedelbart sluta spela in, och han lydde. SS-livvakterna krävde att bandet skulle förstöras, men Yleisradio fick behålla rullen efter att ha lovat att förvara den i en förseglad behållare. Den gavs till Kustaa Vilkuna, chef för statens censurkontor, och återlämnades 1957 till Yleisradio. Den släpptes för allmänheten några år senare. Det är den enda kända inspelningen av när Hitler talar utanför ett formellt tillfälle.

## Finlands president
Den 4 augusti 1944 utsågs Mannerheim till Finlands president efter att bland annat Ryti, Tanner och Waldens försök att få honom att ta över posten. Mannerheim tvekade först då hans hälsa var skakig och han gillade inte politik. Han insåg dock själv att han var den enda kandidaten vid det tillfället som USA, Storbritannien och Sovjetunionen skulle acceptera. Efter hans tal efter att ha svurit presidenteden var han så trött att han tappade marsalkstaven på vägen ur riksdagen. Mannerheim var vid tillträdet 77 år och hans hälsa försämrades och kriget var inte än över. Hans största problem nu var att närma sig ryssarna och bryta med tyskarna utan att Hitler skulle förklara krig mot Finland. Mannerheim skrev ett brev till Hitler i slutet av augusti där han tackade honom för supporten och vapenleveranserna men förklarade sig tvungen att bryta helt med Tyskland för att rädda Finland. Hitler, sitt vanliga rasande manér till trots när det gällde dåliga nyheter, tog brevet med ro och kommenterade endast "Äsch, den där Mannerheim är en utmärkt soldat men usel politiker." Även den Tyska pressen var mild emot Finland.  Från november 1945 till februari 1946 var han sjukskriven och vistades en tid i Portugal. Den 4 mars 1946 begärde han avsked från sitt ämbete och avgick den 11 mars och efterträddes av statsministern Juho Kusti Paasikivi.

## Eftermäle och minnen

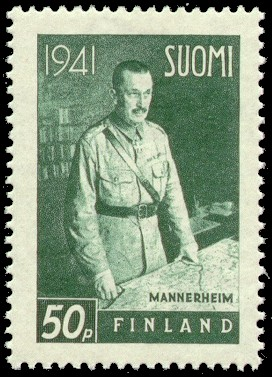
Finskt frimärke över Mannerheim från 1941.

I flera städer i Finland, däribland Helsingfors, finns gator uppkallade efter Mannerheim.
Mannerheim gav också namn åt den finländska försvarslinjen (Mannerheimlinjen) som användes under vinterkriget.

## Bildgalleri

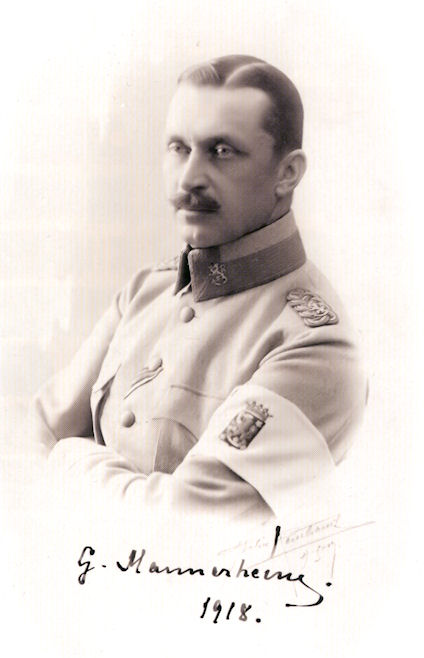
Mannerheim som överbefälhavare 1918.
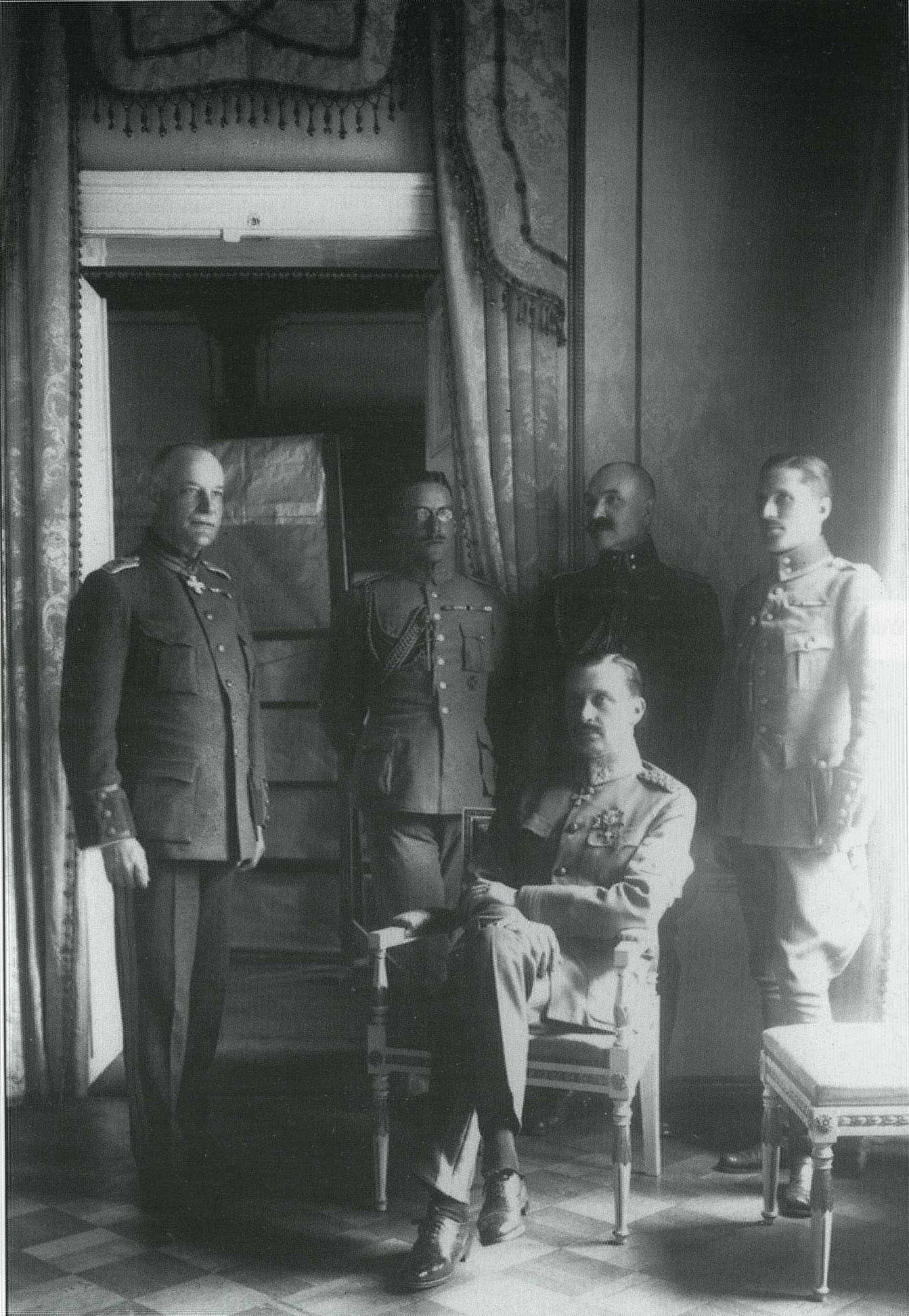
Mannerheim som riksföreståndare (sittande) och hans adjutanter (från vänster: överstelöjtnant Kasimir Lilius, kapten Heikki Kekoni, löjtnant Akseli Gallen-Kallela och Bertel Rosenbröijer).

## Militära grader och militära och politiska befattningar

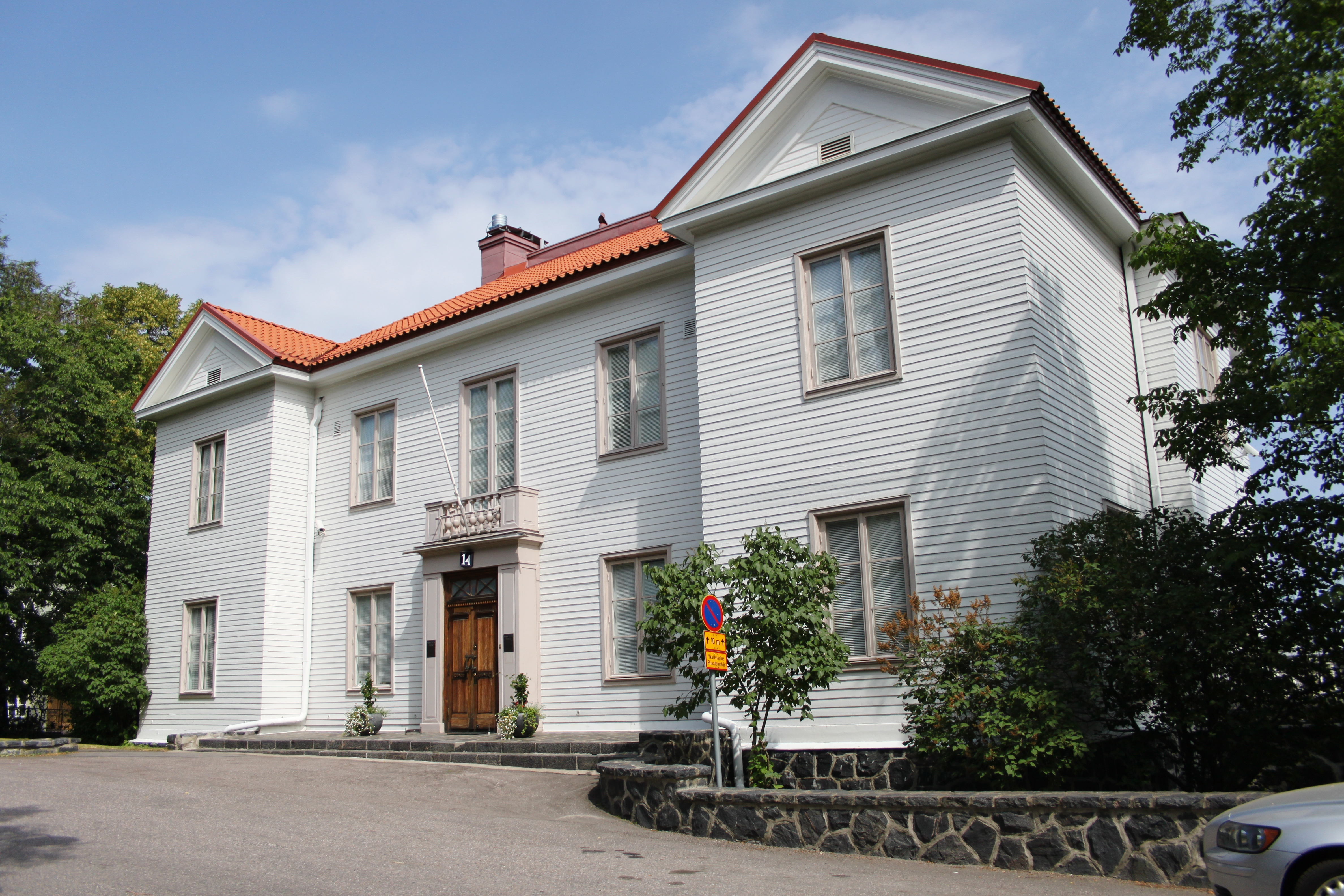
I detta hus i Brunnsparken i Helsingfors hade Mannerheim sitt hem 1924–1951. Det är numera Mannerheim-museet.

### Militära grader
- Kadett vid Finska kadettkåren i Fredrikshamn (1882; relegerad 1886)
- Kadett vid Nikolajevska kavalleriskolan i S:t Petersburg (1887)
- Underofficerskadett (1888)
- Kornett vid storfurst Nikolaj Nikolajevitjs 15. Alexandrinska dragonregemente (1889)
- Kornett vid Chevaliergardet (1891)
- Löjtnant vid Chevaliergardet (1893)
- Stabsryttmästare vid Chevaliergardet (1899)
- Ryttmästare vid Chevaliergardet (1902)
- Överstelöjtnant vid 52. Nesjinska dragonregementet (1904)
- Överste vid 52. Nesjinska dragonregementet (1905)
- Överste och kommendör för storfurst Mikael Nikolajevitjs 13. Vladimirska ulanregemente (1909)
- Överste och kommendör för Hans Majestät Kejsarens Livgardes Ulanregemente (1911)
- Generalmajor och fortsatt kommendör för Hans Majestät Kejsarens Livgardes Ulanregemente (1911)
- Tillika generalmajors tjänst vid kejsarens svit (1912)
- Generallöjtnant (1917)
- General vid kavalleriet i Finlands armé (1918)
- Fältmarskalk i Finlands armé (1933)
- Marskalk av Finland (1942)

### Militära och politiska befattningar
- Förordnad att sköta specialuppgifter vid den kejserliga ryska hovstallförvaltningen (1897)
- Chef för permanenta modellskvadronen vid officersridskolan i Sankt Petersburg (1903)
- Vice kommendör för 52. Nesjinska dragonregementet (1905)
- Ledamot av Finlands riddarhus vid den sista ståndslantdagen i Helsingfors (1905–6)
- Kommendör för storfurst Mikael Nikolajevitjs 13. Vladimirska ulanregemente (1909)
- Kommendör för Hans Majestät Kejsarens Livgardes Ulanregement (1911)
- Kommendör för Avdelta ryska gardeskavalleribrigaden (1914)
- Kommendör för 12. ryska kavalleridivisionen (1915)
- Kommendör för den rysk-rumänska stridsgruppen "Wrancza" (1916)
- Kommendör för VI. ryska kavallerikåren (1917)
- Överbefälhavare för Finlands krigsmakt (1918–19)
- Finlands statschef som riksföreståndare (1918–19)
- Försvarsrådets ordförande och överbefälhavare i krigstid (1931)
- Överbefälhavare för Finlands försvarsmakt (1939–1944)
- Republiken Finlands president (1944–46)

Av alla nationella militära befälhavare under andra världskriget var Mannerheim den som hade den högsta rangen under första världskriget, general vid kavalleriet (1918).

## Ordnar, förtjänsttecken och medaljer

### Finska
- Storkors med svärd och briljanter av Frihetskorsets orden, 1940, Storkors 1918.
- Storkors med kedja, svärd och briljanter av Finlands Vita Ros’ orden, 1941.
- Storkors med svärd av Finlands Lejons orden, 1944.
- Mannerheimkorset  av 1:a klassen, 1941.
- Mannerheimkorset  av 2:a klassen, 1941.

### Svenska

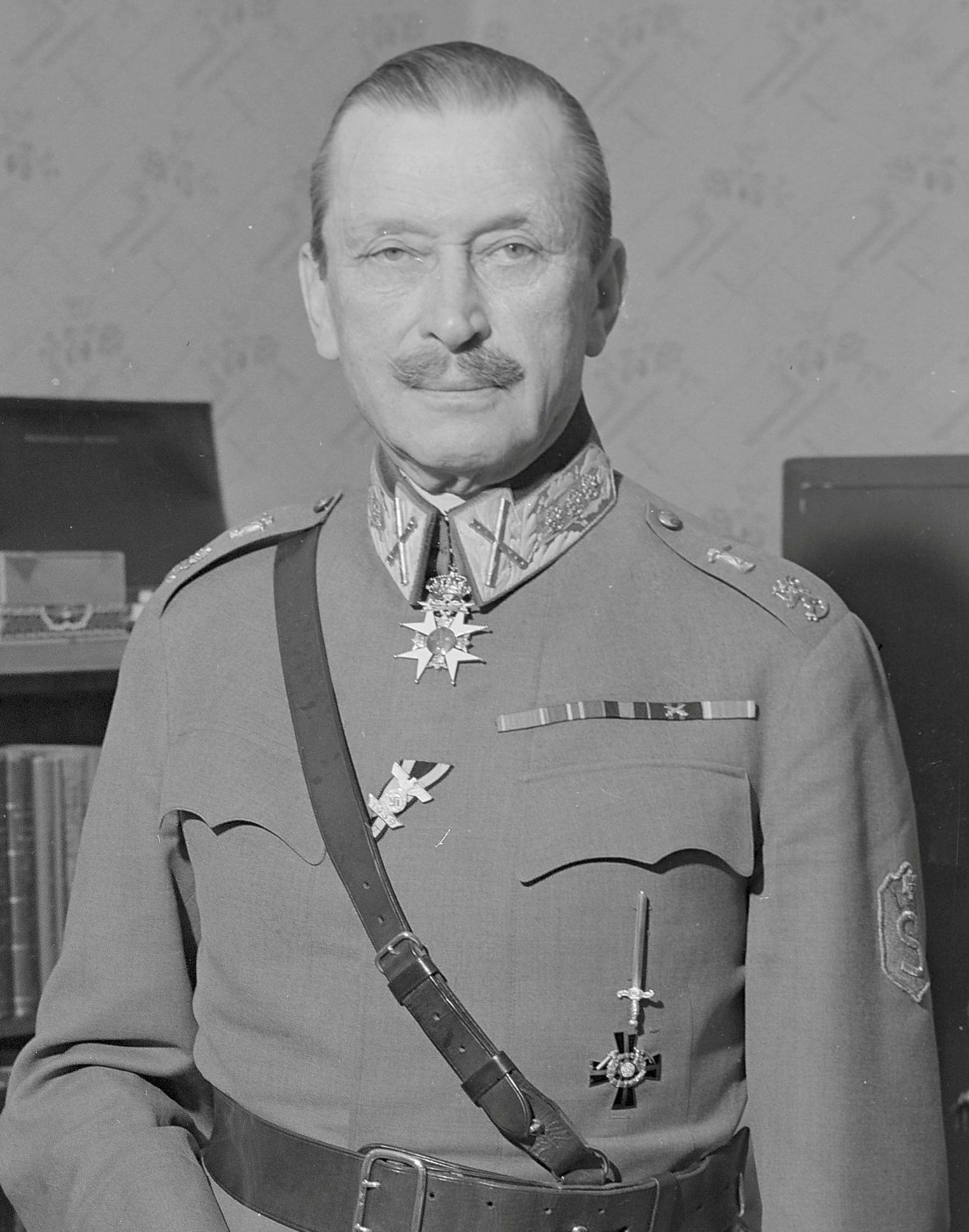
Mannerheim med ordenstecken för Riddare med Stora Korset av Svärdsorden i form av ett upprätt svärd på bröstet samt halskors.

- Riddare av Serafimerorden, 12 februari 1919.[29]
- Kommendör med stora korset av Svärdsorden, 1918.[30]
- Riddare med stora korset av första klassen av Svärdsorden, 1942.[31]
- Ledamot av Krigsvetenskapsakademien, 1925.[32]

### Tsarryska
- Sankt Annas ordens 2:a klass, 1906.
- Sankt Stanislausordens 2:a klass, 1906.
- Sankt Vladimirs ordens 4:e klass, 1906.
- Sankt Georgsordens 4:e klass, 1914.

### Övriga
- Storkors av Hederslegionen, (Frankrike) 1939; Officer: 1910; Riddare: 1902.
- Riddare av Elefantorden, (Danmark) 1919.
- Storkors över Paulowniaorden, (Japan).[33]
- Förgyllt Storkors av Tyska örnens orden, (Nazityskland)
- Riddarkorset av Järnkorset med eklöv, (Nazityskland) 1944; Riddarkorsets: 1942; Järnkorset av 1:a klassen: 1942.
- Järnkorset 1:a Klass, (Kejsarriket Tyskland) 1918; 2:a klassen 1914.
- Örnkorsets orden, 1:a klassen med svärd, (Estland)  6 juni, 1930.
- Storkors av Estniska Röda korsets orden, (Estland) 1933.
- Riddare med Stora korset av Brittiska imperieorden, (Storbritannien) 1938.
- Storkorset av Sankt Stefansorden, (Kungariket Ungern) 1941.
- Mikael den tappres orden, 1:a klassen, (Rumänien) 1941.